# Keke Wyatt
Ke'Tara Shavon Wyatt (Indianapolis, 10 marzo 1982) è una cantautrice e personaggio televisivo statunitense.

## Biografia
Ispirata da grandi nomi della musica R&B da cui ha tratto influenza, Keke Wyatt ha iniziato la sua carriera durante l'adolescenza come autrice di canzoni e membro di vari girl group. Ha trovato successo nel 2001 grazie ad una cover realizzata con Avant di My First Love, brano anni 80 del duo René & Angela, che ha raggiunto la 26ª posizione della Billboard Hot 100. Con il successo del singolo ha firmato un contratto con la MCA Records ed ha pubblicato il suo primo album Soul Sista, il quale si è piazzato 33° nella Billboard 200 ed è stato certificato disco d’oro in madrepatria. È stato promosso dai singoli Used to Love e Nothing in This World: il primo si è fermato alla 27ª posizione della Hot 100, mentre il secondo le ha regalato una candidatura ai Soul Train Lady of Soul Awards 2002.
In seguito, ha firmato un contratto con la Cash Money Records, che aveva fissato la data di pubblicazione del secondo disco della cantante al maggio 2005, salvo essere poi accantonato. Due anni più tardi, sotto la TVT Records, la distribuzione del suo secondo album è stata nuovamente annullata dopo il fallimento dell'etichetta per bancarotta. Nel 2010, per la Shanachie Records, è uscito l'album Who Knew?, seguito nel 2011 da Unbelievable e nel 2016 da Rated Love. Dal 2012 al 2014 ha preso parte al reality televisivo R&B Divas: Atlanta, per poi pubblicare l'EP Ke'Ke', entrato nella Billboard 200 alla numero 190, e il disco di cover Keke Cover. Inoltre, ha partecipato alla sesta edizione vip del reality Marriage Boot Camp durante il 2016.

## Discografia

### Album in studio
- 2001 – Soul Sista
- 2010 – Who Knew?
- 2011 – Unbelievable
- 2016 – Rated Love
- 2017 – Keke Covers

### EP
- 2014 – Ke'Ke'

### Singoli

#### Come artista principale
- 2001 – Used to Love
- 2001 – Nothing in This World (feat. Avant)
- 2002 – I Don't Wanna
- 2005 – Put Your Hands on Me
- 2007 – Ghetto Rose
- 2010 – Who Knew
- 2011 – Saturday Love (feat. Ruben Studdard)
- 2014 – Fall in Love
- 2014 – Lie Under You
- 2015 – Sexy Song
- 2016 – Love Me
- 2016 – Jodeci
- 2017 – Summertime

### Come artista ospite
- 2001 – My First Love (Avant feat. Keke Wyatt)
- 2012 – You & I (Avant feat. Keke Wyatt)
- 2015 – Make Love (Faith Evans feat. Keke Wyatt)